# Míchel Salgado
Míchel Salgado, właśc. Miguel Ángel Salgado Fernández (ur. 22 października 1975 w As Neves) – były hiszpański piłkarz, obrońca. Wielokrotny reprezentant Hiszpanii oraz klubu Real Madryt.

## Życiorys
Urodzony w niedużej miejscowości koło Vigo, występował w zespołach młodzieżowych Celty Vigo, w 1995 debiutował w ekstraklasie hiszpańskiej. Sezon 1996/1997 spędził w II-ligowej Salamance, gdzie był czołowym zawodnikiem. W 1997 powrócił do Celty; na boisku z powodzeniem łączył grę na pozycji obrońcy z udziałem w akcjach ofensywnych i stał się ulubieńcem kibiców. Zaliczył również debiut w reprezentacji narodowej Hiszpanii. W 1999 przeszedł do Realu Madryt. Klub ze stolicy zapłacił za niego ok. 11 mln euro. Miał udział w wielu sukcesach tej drużyny, m.in. dwukrotnym zdobyciu Pucharu Europy (Ligi Mistrzów). W finale Ligi Mistrzów w 2000 z Valencią asystował przy jednej z bramek. W reprezentacji Hiszpanii grał na turnieju finałowym Euro 2000, gdzie zespół dotarł do ćwierćfinału, przegrywając z późniejszym mistrzem, Francją. Zabrakło go na kolejnych wielkich imprezach z udziałem Hiszpanów (mistrzostwach świata 2002 i mistrzostwach Europy 2004). W 2007 oraz 2008 zdobył z Realem dwa mistrzostwa Hiszpanii. 4 sierpnia 2009 roku rozwiązał kontrakt z Realem Madryt. Ponad dwa tygodnie później podpisał dwuletni kontrakt z Blackburn Rovers. Występował regularnie przez dwa sezony. W 2012 opuścił drużynę z Anglii, zostając wolnym piłkarzem. Miał propozycje kontraktu z klubów ze Stanów Zjednoczonych i Kataru, jednak ostatecznie zakończył karierę.
W wieku 40 lat powrócił z emerytury i dołączył do zespołu Kochi w Indyjskiej Premier Futsal

## Sukcesy

### Real Madryt
- Mistrzostwo Hiszpanii: 2001, 2003, 2007, 2008
- Superpuchar Hiszpanii: 2001, 2003, 2008
- Liga Mistrzów: 2000, 2002
- Superpuchar Europy: 2002
- Puchar Interkontynentalny: 2002

### Reprezentacja
- 1/8 finału Mistrzostw Świata 2006
- ćwierćfinał Mistrzostw Europy 2000
- Mistrzostwo Europy U-21: 1998